# Громэн, Герман
Герман Чарльз Громэн (англ. Herman Charles Groman; 18 августа 1882, Одеболт — 21 июля 1954, Уайтхолл, Мичиган) — американский легкоатлет, бронзовый призёр летних Олимпийских игр 1904.
На Играх 1904 в Сент-Луисе Громэн участвовал только в забеге на 400 м. В единственной гонке он занял третье место и получил бронзовую медаль.